# Буе (река)
Буе (фр. Bouès) је река у Француској. Дуга је 63 km. Улива се у Аро. 